# مواضيع سلسلة أغنية الجليد والنار
مواضيع أغنية الجليد والنار هي التفاصيل المحورية المبنية عليها سلسلة الخيال الملحمي للروائي الأمريكي جورج ر. ر. مارتن. الرواية الأولى من السلسلة كانت لعبة العروش وقد صدرت في 1996، وصدر منها 4 أجزاء لاحقة ويهدف جورج لإيصالها لـ7، يبدَ أنه كان ينوي أن تكون السلسلة ثلاثية. عُرض مسلسل مقتبس من السلسلة يسمى صراع العروش على إتش بي أو بدأ عرضه في 2011.
تقعُ أحداث المسلسل في قارّتين خياليتين هما ويستروس وإيسوس في نهاية صيف طويل جداً امتد عقدًا من الزمن، ويتخذ 3 مساراتٍ رئيسية إذ تتصارع سبع عائلات للسيطرة على العرش الحديدي للممالك السبعة، ومن جهة أخرى، يتنامى الخطر على الممالك من جهة الشمال المتجمد تجسده مخلوقات خيالية، وكذلك مساعي دنيرس تارجاريان ابنة الملك المنفية لاستعادة عرش أجدادها المسلوب. تتناول السلسلة من خلال شخصياته الغامضة قضايا عديدة، منها المراتب الاجتماعية والدين والحرب الأهلية والجنس والجريمة وعقابها والولاء والعدالة.

## السحر والواقع
صرح مارتن أنه يؤمن «بالاستخدام الحكيم للسحر» في الخيال الملحمي. «لقد أردت إبقاء السحر في كتابي فصيحًا وإبقاء إحساسنا بنموه، وسيتوقف شعور أنه سحري إن رأيت الكثير منه». وادعى مارتن أن السحر الفعال في الأدب لا بد أن يكون «مجهول وغريب وخطير بقوى لا يمكن التنبؤ أو التحكم بها». قبل أغنية الجليد والنار، كان مارتن يفكر في البداية بكتابة رواية تاريخ بديل بدون سحر. وبالتالي تجنب علانيةً العناصر السحرية في السلسلة. في حين أن كمية السحر بدأت تتزايد، فإن مارتن يدعي أن السلسلة ستنتهي بسحر أقل من الروايات الخيالية الأخرى.
وبما أن كل الخيال غير حقيقي، يؤمن مارتن أنه لا بد أن يعكس الواقع على الأقل في جوهره. ويوافق على مقولة ويليام فوكنر في حديثه عن فوزه بجائزة نوبل «القلب البشري في صراع مع نفسه» وهو الشيء الذي يستحق الكتابة عنه، بغض النظر عن النوع. وهكذا حاول إعطاء القصة شعور تاريخي أكثر من الشعور الخيالي ككتب المؤلفين السابقين، بتخفيف نبرة السحر والشعوذة وبتركيز أكبر على المبارزة والمعارك والمؤامرات السياسية. ذكرت مجلة الأطلنطي أن السلسلة تحاول دمج الواقع بالخيال مع أنهما على ما يبدو نوعان مختلفان من الأدب، ويُشاد بكتب مارتن عامةً على واقعيتها. رأت مجلة الأطلنطي القلب الواقعي لكتب أغنية الجليد والنار في أن «السحر متريث على حدود العالم الذي تقطن فيه الشخصيات، وهو أكثر رعبًا من العجائب... إنها قصة خيالية تتحدى التوقعات بكونها ليست عالمًا نود الهروب إليه، وأحيانًا تصبح مألوفة لعالمنا بشكل غير مريح».
الجزء السردي الغامض الكبير لأغنية الجليد والنار يشجع التفكير في الأحداث المستقبلية من القصة. طبقًا لمارتن، جزء كبير من مفتاح قصة أغنية الجليد والنار المستقبلية موجود في الماضي الخيالي قبل ستة عشر عامًا من بداية القصة والذي يكشف عنه كل كتاب أكثر. الأحداث المخطط لها من البداية يمكن التنبؤ بها، ومع ذلك فإن مارتن يراعي أن يكون تطور القصة غير متوقع. الشخصيات ذات وجهات النظر، وهم رواة غير موثوق بهم، قد يظهرون وجهات نظر مختلفة للأحداث في الماضي. وبالتالي ما يظن القراء أنه حقيقي قد لا يكون حقيقيًا بالضرورة.

### العالم
يتجنب مارتن عمدًا عناصر الخيال العلني في أغنية الجليد والنار، ويفضل بدلاً منها «تقسيم السحر بعناية». وقد وضع قصة أغنية الجليد والنار في نسخة بديلة من الأرض أو «عالم ثانوي». تحدث القصة في المقام الأول على قارة تسمى ويستروس، وأيضًا قارة أخرى في الشرق، تسمى إيسوس. ويتنوع الأسلوب ليناسب كل شخصية ووضعها؛ فعالم دنيرس الغريب قد يظهر أكثر نبضًا بالحيوية وعجبًا من ويستروس، وهو مقتبس نوعًا ما من العصور الوسطى في أوروبا. كان مارتن غامضًا بشأن حجم عالم أغنية الجليد والنار، مهملاً مقياس الخرائط لتثبيط (إحباط) التنبؤ بمسافات السفر المبنية على حساب المسافات، ومع ذلك فإن مساحة قارة ويستروس تقريبًا كمساحة أمريكا الجنوبية. خرائط العالم الكاملة لم تُتاح للقُرَّاء عمدًا لإبراز الانطباع عن العصور الوسطى وعدم معرفة الناس بالبلدان البعيدة. وكل كتاب جديد يضيف خريطة أو خريطتان حتى يستطيع القُرَّاء تجميع خريطة للعالم بنهاية السلسلة.

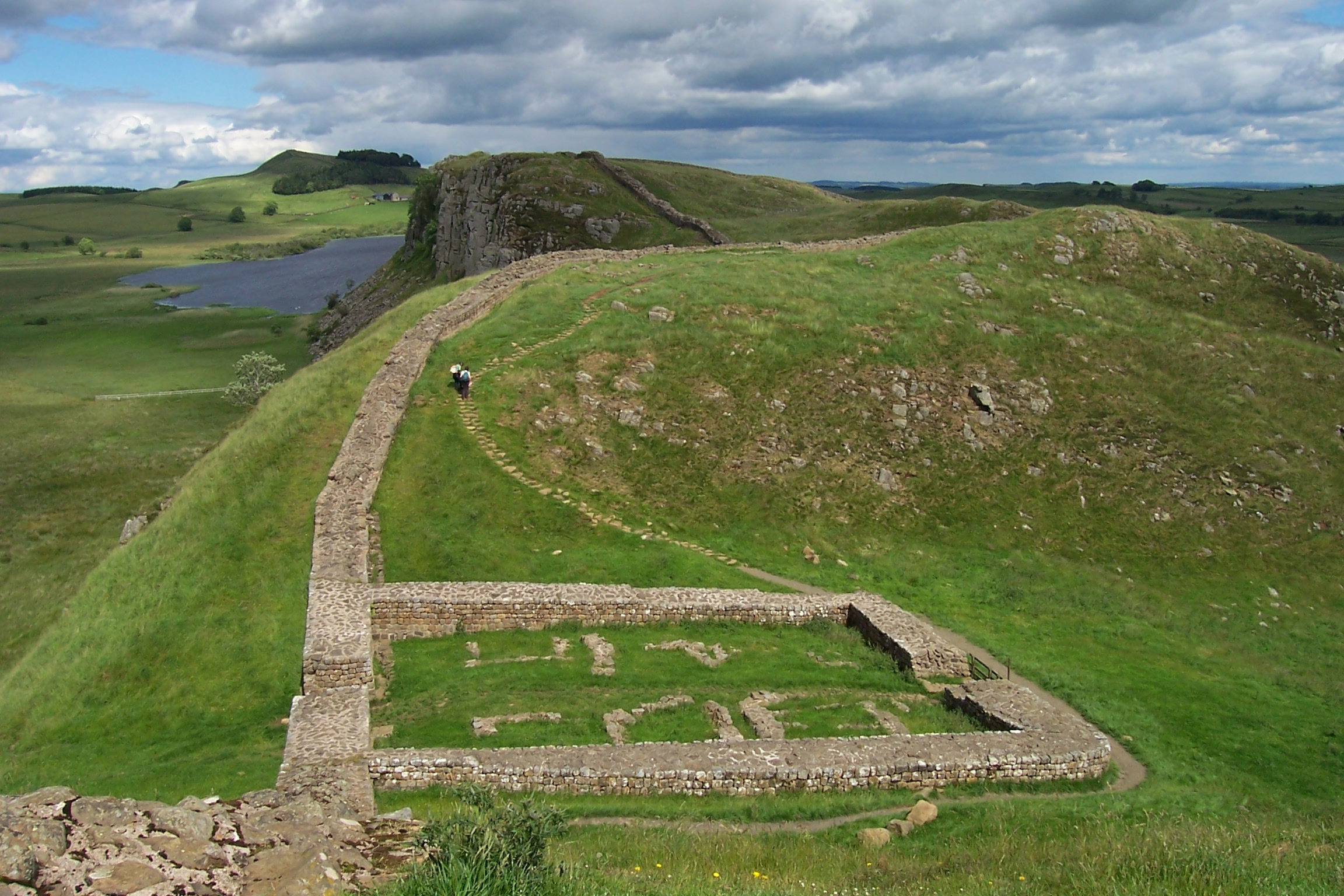
السور في أغنية الجليد والنار مستوحى من سور هادريان في شمال إنجلترا.

يمتد التاريخ الخيالي لويستروس إلى 12 ألف عام. تعد أغنية الجليد والنار قصة تُروى في عالم ما بعد السحر حيث لم يعد الناس يؤمنون بالآخرين أو التنانين. تفهم الشخصيات الجوانب الطبيعية لعالمها فقط، ولكن العناصر السحرية كالآخرين ليست في نطاق فهمها. ينحدر مارتن من عائلة فقدت ثروتها، لذا فهو ينجذب لقصص الحضارات المندثرة والإمبراطوريات المنتهية. فإمبراطورية فاليريا المندثرة في عالم أغنية الجليد والنار كانت حضارة قوية تشبه الحضارة الرومانية قبل العصور المظلمة. هذه العناصر تعطي القصة حزن مؤلم. السور، والذي يؤمن مارتن بأنه فريد في الخيال، مستوحى من زيارة مارتن لسور هادريان شمال إنجلترا بالقرب من حدود اسكتلندا. بينما كان مارتن ينظر من على التلال، تسائل ماذا سيشعر سينتوريون روماني من حوض البحر المتوسط، وهو لا يعلم ما هي الأخطار التي قد تأتي من الشمال. وقد عُدل حجم السور وطوله وقدراته السحرية لمطالب النوع الأدبي. وكذلك العملاق - تمثال ضخم جدًا في مدينة برافوس - مستوحى من عملاق رودس.
إحدى أهم الظواهر الجلية في عالم ويستروس هو التغير العشوائي في المناخ. طور المعجبون نظريات علمية مطولة لفصول السنة، ولكن مارتن يصر على وجود تفسير خيالي خارق للطبيعة بدلاً من التفسير العلمي. استمتع مارتن بالأحرى برمزية الفصول، حيث أن الصيف فصل النمو والبهجة والفيضان في حين أن الشتاء هو وقت ظلام ويكافح فيه الناس لأجل النجاة.
عالم أغنية الجليد والنار يسكنه البشر بالمقام الأول مع وجود مخلوقات مفكرة مثل العمالقة وما يسمون الآخرين وأطفال الغابة في أقصى الشمال في ويستروس، وراء السور. بالإضافة إلى الحيوانات المعتادة كالكلاب و‌القطط و‌الأحصنة، بعض الأجناس في عالم مارتن تشبه الحيوانات الحديثة في العالم الحقيقي مثل الأرخص و‌الذئاب الرهيبة و‌الماموث. من بين هذه الحيوانات، الأرخص هو الحيوان الشائع مقابلته خلال ويستروس لأنها حيوانات قطعان مستأنسة. يمكن إيجاد الذئاب الرهيبة والماموث في بلاد ما وراء السور في أقصى الشمال. الذئاب الرهيبة التي رباها آل ستارك تُظهر علامات ذكاء أكثر من الكلاب والذئاب العادية. ينمو كل جرو ذئب ليعكس طبع الطفل المرتبط به. ظهرت أو ذُكرت كائنات أسطورية مثل حورية البحر و‌أحادي القرن و‌المانتيكور و‌الكراكن و‌اللوياثان و‌الباسيليسك وأبرزها التنين (مع أن وصفه أقرب إلى التنين المجنح ذي القدمين).

### أطفال الغابة
أطفال الغابة هم السكان الأصليون لقارة ويستروس، ولكن ليس لهم أثر لآلاف السنين. يُعتقد أنهم كائنات شبيه بالبشر مصغرة لونهم داكن ويتسمون بالجمال، ويمتلكون قدرة غامضة على التحكم بالأحلام والطبيعة. كانوا يستمون بالرشاقة والسرعة والذكاء ولهم القدرة على الحركة بسهولة وبسرعة على الأرض وكذلك خلال الجبال والأشجار. وقد قال جورج ر. ر. مارتن: «الأطفال... حسنٌ، الأطفال. لقد مات الجان».
في خلفية السلسلة، قاتل أطفال الغابة سلسلة من الحروب ضد البشر الأوائل (حضارة من محاربين بدائيين يحملون أسلحة برونزية ويمتطون الخيول)، حتى توقيع هدنة جزيرة الوجوه، حيث سيطر البشر الأوائل على الأراضي المفتوحة وسيطر الأطفال على الغابات. ضعفت الهدنة بعد مرور 4 آلاف سنة بظهور الآخرين، والذين هُزموا باستخدام السبج والنار وسحر الآلهة القديمة وبناء السور. في القرون اللاحقة، بدأ الأطفال بالاختفاء، واِفتُرض أنهم تركوا ويستروس أو انقرضوا. بعض من تراثهم لا زال موجود في السلسلة بعبادة الآلهة القديمة، التي ما زالت موجودة في الشمال وأشجار الهدار المتبقية والتي كان الأطفال يتواصلون تخاطريًا من خلالها.

### الآخرون
الآخرون أو السائرون البيض هم كائنات غامضة تسكن شمال ويستروس وراء السور. ظهر الآخرون في بداية رواية لعبة العروش ويعد الظهور الثاني بعد ظهورهم أثناء حرب الفجر، التي كانت نتيجتها تشييد السور. هم كائنات شبيهة بالبشر طويلة نحيلة رشيقة بعيون زرقاء مشعة وجلد شاحب. يرتدون دروعًا تتبدل ألوانها مع كل خطوة يخطونها، ويحملون سيوفًا بلورية رفيعة قادرة على تهشيم الفولاذ.

### التنانين
في خلفية أغنية الجليد والنار، أحضر إغون الفاتح ثلاثة تنانين إلى ويستروس واستخدمها لتوحيد الممالك السبع. قامت ذريته بتربيتهم في الأسر؛ ولكن معظمها قُتل في حرب أهلية بين وريثين للعرش متنافسين من آل تارغريان قبل بداية القصة بمئة وخمسين عامًا. في بداية القصة، كانت التنانين منقرضة حتى أواخر رواية لعبة العروش عندما فقست بيضات التنانين الثلاث على يد دنيرس في محرقة جنازة خال دروغو.
التنانين في القصة هي كائنات زاحفة نافثة للنيران مغطاة بالحراشف بمستوى ذكاء الحيوانات. ومع أن بعض الرسومات المصاحبة لأغنية الجليد والنار تصور التنانين بأربعة أرجل وجناحين منفصلين، إلا أن مارتن يصر أن هذا خطأ. تنانينه أفعوانية الشكل ونحيلة، وتمتلك 4 (ليس 6) أطراف (انظر التنين المجنح ذي القدمين)، وطرفان منها هما الجناحان الأماميان. فكر مارتن في البداية بجعل آل تارغريان يستخدمون تأثير الألعاب النارية لاختلاق قوى التنين، ولكنه في النهاية قرر وجود تنانين حية بدلاً من ذلك، ولكنه رفض إعطائها القدرة على التحدث. بمقارنة التنانين بالأسلحة النووية الحديثة، يتسائل مارتن إن كانت القوة الخارقة تمنح القدرة لمستخدمها لإصلاح المجتمع أو تحسينه أو بنائه.

## السياسة والمجتمع

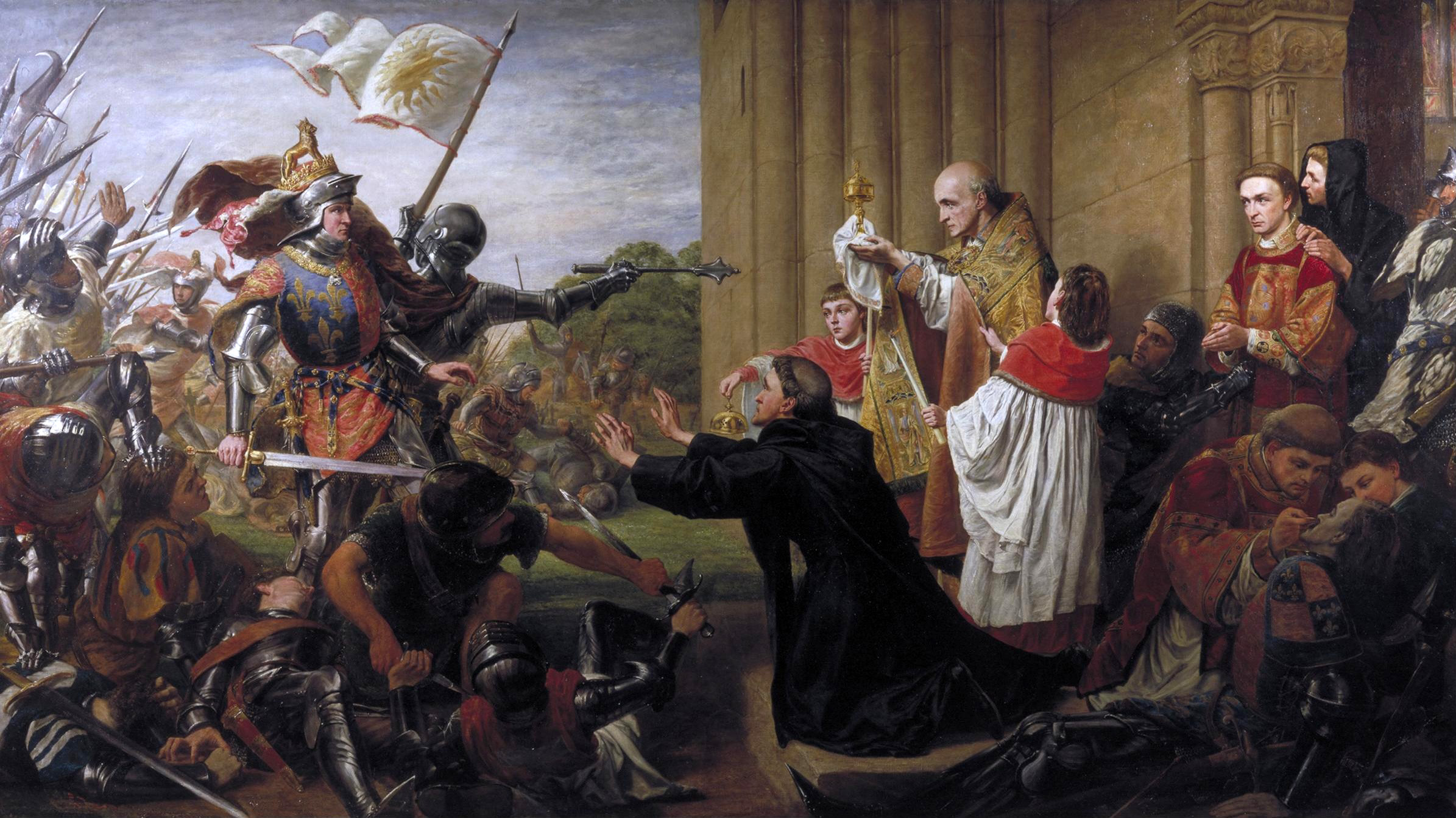
سلسلة أغنية الجليد والنار مستوحاة جزئيًا من حرب الوردتين (في الصورة)، وهي سلسلة من الحروب الأهلية الملكية للظفر بعرش إنجلترا.

طبقًا لإيثان ساكس من صحيفة نيويورك ديلي نيوز أنه وجد القصة تركز «أكثر على المكائد السياسية المكيافيلية من السيف والشعوذة الشبيهة بمؤلفات توكين». وبما أن مارتن قدد اعتمد على مصادر تاريخية لبناء عالم أغنية الجليد والنار، فإن داميان والتر من صحيفة الغارديان في لندن رأى تشابه مدهش بين ويستروس و‌إنجلترا في حقبة حرب الوردتين حيث «يوجد عرش وحيد يحكم البلاد ولكن العائلات الكبرى تقاتل بعضها البعض للسيطرة عليه. وبلا ملك حقيقي فإن البلد عانت من الفساد، وأمراء ناهبين للمال وكل همهم هو نفوذهم. تحالفان طليقا القوة يحاربان منطقة شمالية فقيرة شريفة ضد منطقة جنوبية غنية ماكرة. ولا بد أن يعاني الشعب بغض النظر عن الفائز». وكما في العصور الوسطى، فإن الشخصيات تتخذ تحالفات حسب مسقط الرأس أو القرابة، وليس كمبادئ الوقت الحاضر حسب الدول أو القومية. كان الملك يراه الناس على أنه إله لذا كانت شرعية الملكية أمر مهم. أراد مارتن إظهار العواقب المحتملة لقرارات القادة، مثل الخير العالم لا يصنع بالضرورة قادة أكفاء والعكس صحيح.
آدم سيرور من صحيفة الأطلنطي تعامل مع أغنية الجليد والنار على أنها «قصة سياسية أكثر من كونها قصة بطولية، قصة عن صراع البشرية ضد هواجسها الأساسية أكثر منها عن تحقيق إمكاناتها المجيدة» حيث تنبع قوة الكفاح الناشئة من قمع النظام الإقطاعي وليس من قتال الخير ضد الشر. رأى داميان والتر أن قوة مارتن في «فهمه الشامل للقصص البشرية التي تقود السرد السياسي الكبير. ويبدو أنه لا توجد شخصية تعيش في ويستروس لا يمتلك مارتن بصيرة عنها، من أعظم ملك لأصغر لص... إنه عالم ذو مخاطر عالية، حيث يزدهر المنتصرون ويندهس المهزمون تحت الأقدام. ضد هذا النسيج، كل شخصيات مارتن مجبرة على الاختيار بين حبهم لمن هو قريب منهم ومصالح الشرف والواجب والبلد. وفي أكثر الأحيان، من يتخذ قرارًا نبيلاً فإنه يدفع الثمن بحياته».
تعكس الروايات الكسور في بناء طبقات العصور الوسطى، حيث يُربَّى الناس على معرفة حقوق وواجبات طبقاتهم. سي شيبارد من صحيفة صالون وجد هذا الأمر إشكالية، إذ أنه يشابه المجاز السائد في الخيال حيث أن الوكالة السياسية هي الوكيل الحصري للنخبة الهرمية. يستكشف مارتن أيضًا كيف تتحدد هوية الناس من الميلاد البعيد أو الطبقة الاجتماعية أو القيم والذكريات. من بين الشخصيات التي تخسر أسمائها وهوياتها الكثيرة هي آريا ستارك و‌ثيون غرايجوي؛ حيث تغيرت هوية آريا عدة مرات قبل انضمامها للرجال المجهولين (Faceless Men) والهدف المطلق لتصبح «لا أحد» حتى تتمكن من اتخاذ هويات أخرى بحرية. من ناحية أخرى، الأمير كوينتن مارتل ورفاقه يخفون هويتهم عن عمد عن طريق اتخاذ أسماء مزيفة، ومع ذلك فإنه لا يغير من طبيعتهم شيئًا عندما يجتمعون سرًا.

## الغموض الأخلاقي
المعركة بين الخير والشر هي موضوع منتشر في الخيال، وبرغم ذلك مارتن تحدى أعراف أشباه تولكين المحافظين في الخيال وادعاءاتهم. في حين أن سيد الخواتم نجحت في إظهار الشر الخارجي عبر القبح، شعر مارتن أن مقلدي تولكين قاموا بتبسيط الصراع بين الخير والشر إلى أمور مبتذلة نمطية. خطبة ويليام فوكنر عند فوزه بنوبل عام 1950 هي الدافع والنموذج لكتابة مارتن؛ وقال فوكنر أن القلب البشري في صراع مع نفسه وذلك ما يستحق الكتابة عنه. مثل استيعاب الناس للخير والشر في الحياة الحقيقية، يستشكف مارتن أسئلة التوبة وتغير الشخصية في سلسلة أغنية الجليد والنار. لورا ميلر من صحيفة نيويوركر ذكرت بإيجاز أن «الشخصيات التي ترتكب أفعالاً مذمومة في البداية، والأشرار ظاهريًا يصبحون ودودين بمرور الوقت»، وقالت صحيفة الأطلنطي أنه حتى المسلسل التلفازي «لا يقدم للمشاهد بطلاً سهل تحديده لكن فريق شخصيات ودودين أحيانًا، وغالبًا دوافعهم منقوصة».
ينجذب مارتن للشخصيات الرمادية بدلاً من الشياطين و‌الملائكة، ويعامل البطل معاملة الشرير في الجهة الأخرى. عسس (حرس الليل) السور - والذين يصفهم مارتن بأنهم «حثالة مجرمون وهم أبطال أيضًا عندما يرتدون الملابس السوداء (ملابسهم الرسمية)» - كانوا التواء متعمد عن الأشكال النمطية الخيالية. بالإضافة إلى ذلك، فإن استخدام اللون الأسود لونًا مميزًا للعسس الطيبين بشكل أساسي واستخدام اللون الأبيض لحرس الملك الغارقين في الفساد هما مثالان آخران على انقلاب مارتن على العادات الخيالية التي تربط بين اللون الأبيض والخير وبين اللون الأسود والشر. مع الأخذ بعين الاعتبار الشخصيات المحبوبة أو المكروهة على صعيد عوالم الخيال على أنها شخصيات ذات بعد واحد، فمارتن يكتب شخصياته بطبائع مختلطة جيدًا حتى يتمعن القراء في تعريفهم. الأفعال والسياسات في الروايات تجعل القارئ يقرر من هو البطل والشرير. يمكن استكشاف الشخصيات من عدة جوانب عبر هيكل وجهات نظر وهكذا - على عكس كثير من أدب الخيال - يستطيع الأشرار شرح وجهات نظرهم. هذا ضروري لأنه عبر تاريخ العالم الحقيقي، معظم البشر قدد برروا أفعالهم بأنها الصواب وأن الخصوم أفعالهم خاطئة. ليس من السهل تحديد من يمثل الخير والشر في الحياة الواقعية، لأن بعض أسوأ الأشرار في التاريخ بهم بعض من الطيبة، وأعظم الأبطال لهم نقاط ضعف وعيوب. ومع ذلك، طبقًا لمارتن، تيريون لانستر هو أكثر شخصية حيادية في السلسلة، وذلك يجعله - بالإضافة إلى حس السخرية لديه - أفضل شخصية لديه.

## العنف والموت
ديفيد أور من صحيفة نيويورك تايمز أشاد بمارتن «غير اعتذاري ذو دم بارد»، قائلاً أن سلسلة الكتب ليست خيال طفولي وتحتوي «فتى أُلقي من الشرفة وامرأة قُضم وجهها ورجل قُطعت أنفه وفتاة قُطعت أذنها وعدة اغتصابات وعدة مذابح وحيوانات تفترس أشخاص بشراهة وإعدامات بقطع الرؤوس». جيمس هيبرد من مجلة إنترتينمنت ويكلي رأى قسوة مارتن في قتل الشخصيات المحبوبة على أنه سمة مميزة للسلسلة، جاعلاً «المعجبين يلقون كتبهم عبر الغرفة ويذهبون لجبلها مرةً أخرى». بيل شيهان من صحيفة واشنطن بوست لاحظ أن حساسية الشخصيات وموتها الوشيك المحتمل «تضفي إحساسًا بالترحيب بالريبة إلى المواصلة وتساعد على إبقاء مستوى التشويق عالٍ باستمرار في كل وقت».
برغم أن هذا العالم تخيلي، إلا أن مارتن يري أنه من الضرورة انعكاس العالم الحقيقي حيث يموت الناس أحيانًا بطرق بشعة، حتى المحبوبين منهم. موت الشخصيات الزائدة أو مخلوقات الأورك ليس لها أي تأثير على القارئ، في حين أن موت الأصدقاء له وقع عاطفي أكثر. يقتل مارتن الشخصيات الرئيسية لأنه يجد الأمر مزعجًا بأن المعرفة من بداية القصة أي من الشخصيات سينجو في النهاية بدون أذى. ويبغض مارتن نقص الواقعية، ويقارن الأمر بالجندي الخائف في ليلة ما قبل المعركة. يريد مارتن من قرائه أن يشعروا بالخوف عندما يقلبون الصفحة. ويفضل مارتن التضحية ببطل ليقول شيئًا عميقًا عن الطبيعة البشرية، ويوجه القراء الذي لا يريدون أن يحزنوا إلى الكتب الكثيرة المريحة للقراء.
عند اختيار الشخصيات التي ستموت في مشهد معركة، يختار مارتن شخصيات ثانوية أو ما أقل من الثانوية من قوائم الشخصيات بدون تفكير، لأنه يرى أن تلك الشخصيات لم تتطور أو في بعض الحالات مجرد أسماء. مع ذلك، فإن موت الشخصيات الرئيسية وأوقاتها مخطط لها منذ البداية، وبرغم أن تلك المشاهد قد لا تكون سهلة الكتابة. مشهد يسمى «الزفاف الأحمر»، والذي يحدث بعد ثلثي عاصفة السيوف ويترك شخصيات رئيسية ميتة كان أصعب مشهد كتبه مارتن على الإطلاق. وقد تجنب كتابة الفصل عدة مرات إلى أن كتبه أخيرًا في عاصفة السيوف. تجاوب القراء تراوح من الاستحسان إلى الاستنكار، ولكن مارتن قد قال عن الفصل أنه «كان صعبًا في الكتابة ولا بد أن يكون صعبًا في القراءة، ويجب أن يكون مشهدًا يمزق القلوب قلوبكم، ويملئكم خوفًا وحزنًا».
الحروب في الروايات معقدة أخلاقيًا أكثر من قتال بين الخير والشر. وتعكس الروايات أن الحروب لها معدلات وفيات كثيرة. سلوك الروايات نحو الحروب متشكل من تجارب مارتن في الخلافات عن حرب فيتنام. وبما أن مارتن كان ضد حرب فيتنام، تعكس الكتب بعضًا من آرائه عن الحرب والعنف وتكاليفها، برغم أنه يحاول تجنب استخدام شخصياته أبواقًا لهجائه الشخصي.
من بين التواءات الحبكة موت الشخصيات الهامة وعودة ظهور شخصيات يُعتقد أنها ماتت. مع ذلك، راشيل براون من صحيفة الأطلنطي قالت ولع مارتن بعدم القدرة على التنبؤ قد يجعل القارئ يتشكك بزيادة في الوفيات الظاهرية، والتلميح لمصير جون سنو في رقصة مع التنانين. يعتقد مارتن أن إعادة إحياء شخصية ميتة يتطلب تجربة تحويلية للشخصية. قد يبدو الجسم سليمًا، ولكن بعضًا من جوانب الروح تغيرت أو مفقودة. إحدى الشخصيات التي يُعاد إحيائها باستمرار هي شخصية بيريك دانداريون. سيد الضياء، وما حدث معه يتكرر مع بعض من الشخصيات العائدة إلى الحياة؛ في كل مرة يعود فيها إلى الحياة يفقد فتات من إنسانيته وحيواته الماضية وجلده يسقط عنه ولكنه يتذكر المهمة التي كان ينويها أدائها قبل موته.

## الجنس
يعتقد مارتن أن الجنس هو قوة دافعة في حياة البشر ولا يجب أن إقصائها من سرد القصة، ولذا قام بتزويد شخصيات من أغنية الجليد والنار بدوافع جنسية. ومارتن مسحور بتناقضات العصور الوسطى حيث يبجل الفرسان نسائهم بالأشعار ويقسمون بهم في البطولات في حين أن جيوشهم تغتصب النساء في الحروب.
انعدام المراهقة في العصور الوسطى خدم في توصيل فكرة نشاط دنيرس الجنسي في سن الثالثة عشر في الكتب. كثير من النساء النبيلات تتزوجن في ذلك السن أو أدنى بسبب اعتقاد أن بداية النضج الجنسي بتحولهن من أطفال إلى بالغات.وبالنسبة إلى آل تارغريان، فإن الروايات تلمح إلى ممارسات المحارم للبطالمة في مصر القديمة لإبقاء السلالة نقية؛ ولكن مارتن قد صور عنصرًا معتل اجتماعيًا في علاقة المحارم بين التوأمين سيرسي و‌جايمي لانستر والتي يمنعهم ترابطهم القوي من الاقتران مع الآخرين والذي يصنفونهم على أنهم مرتبة أدنى.
يكتب مارتن مشاهد الجنس بالتفصيل، «سواء كانت مشاهد فائقة ومثيرة أو إن كانت مزعجة وشائكة وظلماء أو مخيبة للآمال وسطحية». ولام مارتن على السلوكيات الأمريكية تجاه الجنس لبعض القراء المهاجمين لتلك المشاهد في الروايات، على أساس الكيل بمكيالين الذي يشرح نفور الجماع للناس غير المنزعجين بأوصاف الحرب. وتجادل في أن غرضه من هذا السرد هو غمر القارئ في دوافع الشخصيات، فضلاً عن تقدم الحبكة.
بسبب قوانين دعارة الأطفال، إما أن يُحذف من المسلسل التلفازي المشاهد الإباحية للشخصيات الصغيرة أو أن يزيد من أعمار جميع الشخصيات. وفضلت إتش بي أو الاختيار الثاني، وأضافت بعض المشاهد إلى المسلسل وحذفت مشاهد أخرى. العرض الأول لصراع العروش تبعه مناقشات كثيرة عن تصوير الجنس والاغتصاب والإناث في المسلسل. تخمين صحيفة الولايات المتحدة اليوم أن إتش بي أو أضافت «مومسات عاريات كثيرات في ويستروس جعلت فيغاس تبدو كدير رهبنة» جعل مارتن يرد بأنه كانت توجد مواخير كثيرة في العصور الوسطى. أمبر تايلور من صحيفة الأطلنطي رأت أن تصوير المشاهد الإباحية من الجوانب البارزة للمسلسل، «جبني فقط بقدر ما أن الجنس سخيف بشكل أساسي». برغم من حرية إتش بي أو في دغدغة المشاهدين بالمشاهد الإباحية، إلا أن أي من هذه المشاهد لم تُشعِرها بأنها غير ضرورية؛ بعض من مشاهد دنيرس «جعلها ضعفها أكثر حقيقةً من أي شرح سياسي». وأشادت تايلور «باختيار إتش بي أو المثير للإعجاب... أن مشاهدها الإباحية غير التوافقية غير مثيرة على الإطلاق، في تباين ملحوظ بمسلسلات على شبكات أخرى تستخدم الأوضاع التاريخية كتحريف للحقائق للتصوير الشهواني للاغتصاب».

## الهوية
فكرة أن هوية الناس وعلاقتها بشخصياتهم هو موضوع بارز خلال السلسلة، ويصبح أكثر بروزًا بتقدم السلسلة. شخصيات ذات وجهات النظر تغير أسمائها في لدرجة أنها تفقد هوياتها في عناوين الفصول. ومثال على ذلك شخصية آريا والتي تخضع لعدة تغيرات في الهوية وهي تشق طريقها من كينغز لاندنغ إلى برافوس: آري (Arry) ونايمريا (Nymeria) والجدة (Nan) والمالحة (Salty) وقطة القنوات (Cat of the Canals) وآخرين. فصولها في رقصة مع التنانين تسمى «الفتاة العمياء» (The Blind Girl) و«الطفلة القبيحة» (The Ugly Little Girl). ويقول مارتن أن «آريا خضعت لتحولات شخصية كثيرة، حتى الوصول إلى برافوس حيث الهدف النهائي للرجال مجهولي الهوية أن تصبح» لا أحد«، وتستطيع ارتداء الهويات كما يرتدي المرء الملابس».
آريا ليست الشخصية الوحيدة التي تغير اسمها. أختها سانزا ستارك غيرت هويتها إلى إلاين ستون (Alayne Stone). يسافر تيريون لانستر باسم يولو (Yollo) وهوغور هيل (Hugor Hill). كاتلين ستارك أصبحت السيدة ذات القلب المتحجر (Stoneheart). وفصول ثيون غريجوي في رقصة مع التنانين بعنوان: «ريك» (Reek) وأمير وينترفل والعباءة الدوارة (The Turncloak) وشبح في وينترفل وأخيرًا ثيون مرةً أخرى. يقول مارتن «الهويات هي إحدى الأشياء التي أتلاعب بها في السلسلة ككل، وفي هذا الكتاب بالذات - ماذا يجعلنا من نحن عليه الآن؟ هل هو ميلادنا أم دمائنا أو مكانتنا في العالم؟ أو شيء أكثر تكاملاً بالنسبة لنا؟ قيمنا أو ذكرياتنا... إلخ».

## النسوية
يقدم مارتن تشكيلة من الشخصيات لاستكشاف بعض من تشعبات الروايات التي تحدث في مجتمع أبوي (ذكوري). ويقول مارتن أنه كتب جميع الشخصيات بشرًا لهم نفس الاحتياجات الأساسية والأحلام والنفوذ، وجميع شخصياته الإناث تغطي نفس السلسلة الواسعة من الصفات البشرية كالذكور. ويدعي مارتن يحدد جميع الشخصيات ذات وجهات النظر في عملية الكتابة بالرغم من الاختلافات البارزة بالنسبة له، سواء كان الجنس أو السن. ولا يرى نفسه كاره للنسوية ولا مُروِّج لها، على الرغم من اعترافه أن بعض القيم التي تتلقح في الطفولة لا يمكن نسيانها بالكامل، حتى تلك المرفوضة بإدراك. ويقول أنه يُقدِّر النقاشات التي تقول أن السلسلة مع النسوية أو ضدها، وممتن جدًا لقارئات كثيرات وحبن الشديد لبعض من شخصياته الإناث. يقول أنه لا ينوي التصريح بأشياء متعلقة بالنسوية في كلتا الحالتين. كتب مارتن تصور وتشير إلى الاغتصاب والذل، وفي معظم الحالات تكون مُرتكَبة ضد النساء.
ذكرت صحيفة الأطلنطي أن دنيرس والملكة سيرسي تتشاركان وجه تشابه في كونهما أُجبرتا على الزواج وامتلاكهما إرادة قوية وكونهما متحجرتا القلب تجاه أعدائهما. ولأن السلالة والخلافة هما الطريقة الأسرع والأضمن لفرض القوة في ويستروس، تستغل سيرسي فرصة الأمومة عن طريق إنجاب أطفال من أخيها جايمي وإجهاض أطفال زوجها المكروه روبرت، وبالتالي تتركه بدون وريث حقيقي انتقامًا منه. قال مارتن أن مسيرة التوبة العلنية التي قامت بها سيرسي في رقصة مع التنانين قد تُقرَأ على أنها ضد النسوية أو معها. جين شور، عشيقة إدوارد الرابع ملك إنجلترا، قد عوقبت بنفس الطريقة بعد وفاة إدوارد. سيرسي معروفة بكبريائها، وهذه العقوبة كانت موجهة للنساء لكسر كبريائهن، ولكنه لم يُطبَّق على الرجال.
تناول النقاد تصوير السلسلة للنساء بعد بداية عرض صراع العروش في 2011. كتبت جينيا بيلافانت في عدد من نيويورك تايمز أن المسلسل «خيال صبياني متسامح تحول ليصل النصف الآخر من السكان» وتعده «انحرافًا حقيقيًا» وأن «كل المحظور [في المسلسل] قد أُلقي على أنه شيء صغير بالنسبة للنساء، من خلال الخوف المبرر - ربما - لن تشاهده أي امرأة بصورة مختلفة». بالرغم من احتمال وجود نساء قرأن كتبًا كأغنية الجليد والنار، قالت بيلافانت أنها لم «تقابل امرأة في حياتها انحازات للسخط في ناديها للكتاب ورفضت أن تقرأ آخر إصدارات لوري مور إلا إذا وافق الجميع على الهوبيت أولاً». تلقت المقالة ردودًا كثيرة لدرجة أن نيويورك تايمز اضطرت لإغلاق قسم التعليقات.
إلانا تيتلبوم من هافينغتون بوست ردت في مقالة تسمى «عزيزتي نيويورك تايمز: صراع العروش ليس فقط للبنين»، مدعية أن مقالة بيلافانت كثيرة الأخطاء، بل وتتعالى على القارئات. دافعت تيتلبوم عن المشاهد الإباحية الكثيرة في المسلسل لأن الكتب المصدر تمتلئ بها. وشجعت نقاش أن كتب أغنية الجليد والنار والنوع الخيالي من منظور نسائي، ورفضت فكرة بيلافانت أن الرجال فقط هم من يهتمون بالخيال، ناظرةً لتصنيف بيلافانت للخيال على أنه «خيال للبنين» مروجة للهجوم النمطي النوعي للنوع الأدبي بالنسبة للنساء. سكوت ميزلو من صحيفة الأطلنطي لاحظ الحاجة للتمييز بين تصوير كراهية النساء وتأييدها، لأن المسلسل يحدث في عالم حيث أن الجنس هو الوسيلة الأساسية لكي تفرض النساء قوتهن. ذكر ميزلو أنه برغم أن المسلسل أحيانًا يربط بين أسلوب الاستغلال وتقدم المؤامرة الحقيقية، فإن المشاهد الإباحية تدعو المشاهدين للتعاطف مع نساء المسلسل.

## الدين
تظهر الروايات تنافس عدة ديانات، تقليدًا لمركزية الدين في العصور الوسطى، ولتناسب إدراك المؤلف نفسه على أنه كاثوليكي سابق بعادات إلحادية و‌لاأدرية. لتجنب صعوبة ابتداع ديانات، أسس جورج ر. ر. مارتن الديانات الرئيسية في السلسلة على أنظمة ديانات حقيقية. تاريخ ويستروس الخيالي يُظهر نمو كل ديانة. كل ديانة تعكس طبعها الثقافي.
طبقًا لجيمس بونيوزيك من مجلة تايم، لا توجد ديانة في السلسلة مقدمة على أنها الديانة الحق أو المصدر الوحيد للفضيلة. الآثار ترشح أن الأنواع المختلفة من السحر في عالم الجليد والنار قد تكون مظاهر لنفس القوى والذي بواسطته يمكن للقراء حل لغز العلاقة بين الديانات والسحر؛ ولكن الشرعية والتعاليم وقوة الديانات المتنافسة في أغنية الجليد والنار، تُرِكت غامضة، وقد قال مارتن أن آلهة السلسلة لن يظهروا على أنهم مدد غيبي في ويستروس.

### إيمان السبعة

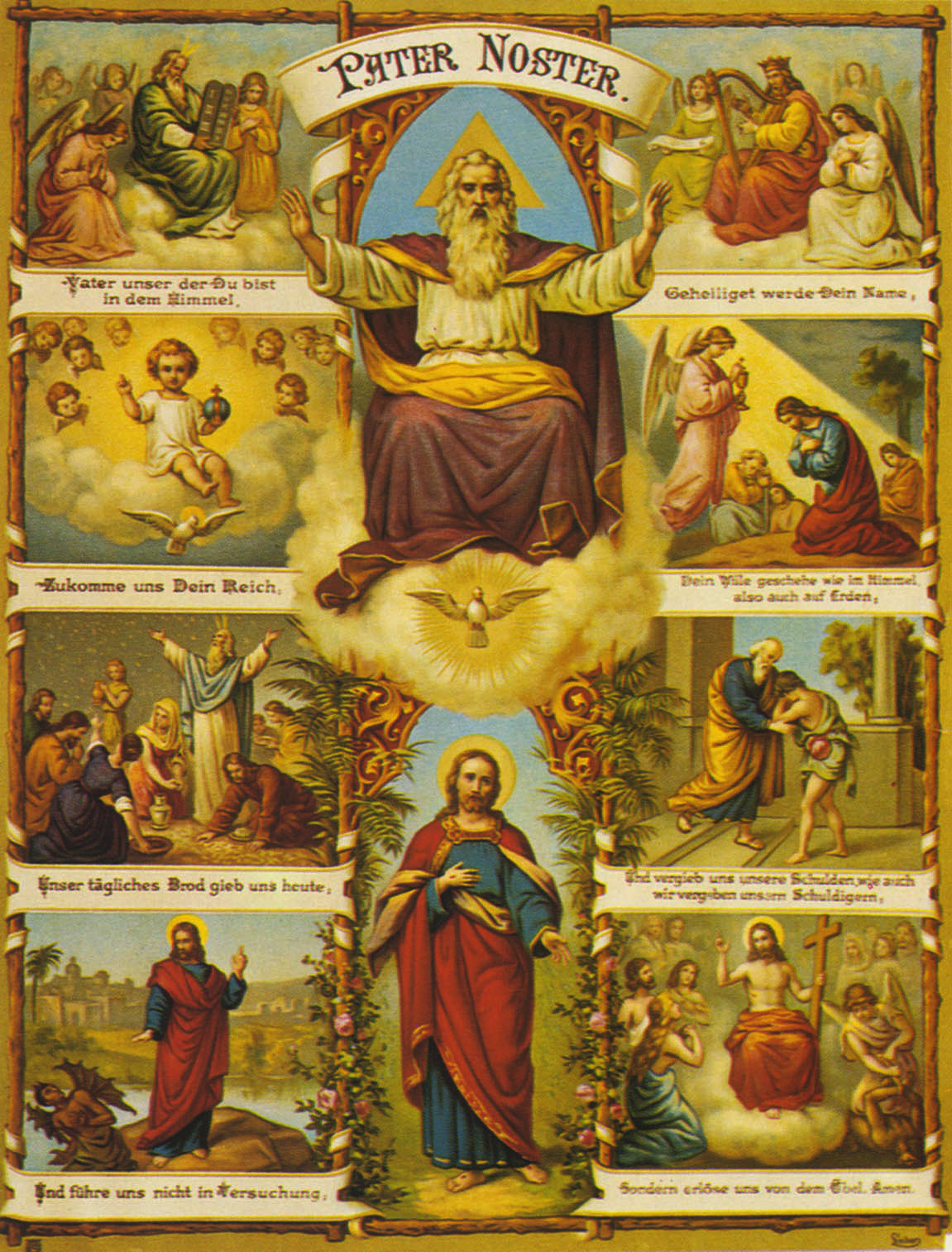
إيمان السبعة مستوحى من العقيدة المسيحية الثالوث (الآب والابن والروح القدس الموجودة في الصورة).

إيمان السبعة (Faith of the Seven) أو يُطلق عليه أحيانًا «الإيمان» هو الديانة المهيمنة على ويستروس، ولها أتباع قليلون في الشمال وجزر الحديد. استوحى مارتن إيمان السبعة من الكاثوليكية في العصور الوسطى والعقيدة المسيحية الثالوث. كلمة السبعة توضح أن هناك سبع جوانب للإله، تنقسم إلى ثلاث جوانب ذكورية وهي الأب والحداد والمحارب (وتشبه العقيدة المسيحية الآب والابن والروح القدس) وثلاث أنثوية وهي الأم والعذراء والحيزبون (عجوز شمطاء) وجانب الغريب والذي يُمثل الموت. طبقًا لمارتن، جوانب الأم والعذراء والحيزبون مستوحاة من وجهة النظر الزاهدة للأنوثة في حين أن جوانب الأب والحداد والمحارب هي عناصر ذكورية مسيحية قد أُضيفت لاحقًا. يتذرع الناس إلى الأم لطلب ولادة صحية وإلى المحارب لطلب القوة في المعركة، إلخ. رمز الديانة هو نجمة سباعية.
كثير من مواضيع إيمان السبعة وألقابه اسمها مستوحى من الكلمة اللاتينية septem وتعني «سبعة»: المعبد أو صرح الإيمان يسمى «سِبت» (sept) أو سَبيعَة (على وزن كنيسة)؛ القِس في إيمان السبعة يدعى «سِبتون» (septon) للذكر والأنثى تدعى «سِبتا» (septa). تسلسل إيمان السبعة الهرمي مأخوذ أيضًا من الكاثوليكية. إيمان السبعة أيضًا يحتوي رهبانًا و‌راهبات بتنظيمات مختلفة، وأبرزهم هم الأخوات الصامتات. في الخلفية التاريخية الخيالية، نشر شعب الأندال ديانتهم إيمان السبعة عندما غزوا ويستروس.

### الآلهة القديمة
الآلهة القديمة هي المعبودات المجهولة والتي يعبدها سكان الشمال الويستروسي، تتشابه مع "الإحيائية و‌الوثنية التقليدية وعدة أنظمة كلتية و‌ديانات إسكندنافية". التاريخ الخيالي يقول أن أطفال الغابة هم أصل هذه الديانة، وكانوا يعبدون الأشجار والصخور والجداول المائية حين كانت ويستروس مسكنًا للأعراق غير البشرية. وبدلاً من المعابد أو الكتب المقدسة أو الطبقة الكهنوتية الرسمية، قام أطفال الغابة بتبجيل أشجار هدار الخشب (أشجار بيضاء بأوراق حمراء وعصارة حمراء)، والتي أصبحت مركز عبادتهم. وعندما هاجر البشر الأوائل إلى ويستروس من إيسوس، تبنوا عبادة الآلهة القديمة حتى قدوم الأندال وقاموا بتحويل جنوب ويستروس إلى عبادة إيمان السبعة. أحفاد البشر الأوائل في الشمال ما زالوا يعبدون الآلهة القديمة.

### الإله الغارق
عبادة الإله الغارق هي الديانة المحلية لجزر الحديد. حسب اعتقادهم، فإن الإله يعيش تحت الماء، والذي يقبض أرواحهم بعد الموت. ولذلك فإن مواطني جزر الحديد لا يخافون الموت غرقًا أو في البحر؛ ولكنهم يتجادلون في «ما هو ميت فقد لا يموت أبدًا، ولكن يحيا أصلب وأقوى». أحد طقوسهم والتي شبهها مارتن بالمعمودية، فإنهم يُغروقون الناس في ماء البحر ويحيون.

### راهلور

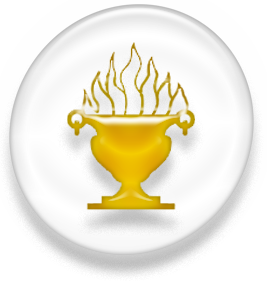
النار الموقدة رمز الديانة الزرادشتية المستوحى منها راهلور إله الضياء.

راهلور (R'hllor) أو كما يُعرف باسم الإله الأحمر (Red God) أو إله الضياء (Lord of Light)، هو إله معبود بالمقام الأول في بلاد ما وراء البحر الضيق (Narrow Sea) - بحر يفصل ويستروس عن إيسوس - وكهنته لهم حضور ضئيل في الممالك السبع في بداية لعبة العروش. هذه الديانة لها تركيز قوي على النبوءة ورؤى النشوة. نقيض راهلور هو «العظيم الآخر»: وهو إله الجليد والظلام والموت. طبقًا لمارتن، هذه الديانة مستوحاة تقريبًا من الزرادشتية و‌كاثار العصور الوسطى الأوروبية (أُبيدوا أثناء الحملة الصليبية على الكثار). في أغنية الجليد والنار، النبوؤات القديمة تقترح أن الصراع بين النقيضين سيبلغ ذروته عندما تحمل الشخصية المُخلِّصة «أزور أهاي» (Azor Ahai) سيف جالب الضياء (Lightbringer) ضد غزو الآخرين (عرق شبيه بالبشر يعيش شمال ويستروس). شخصية بارزة من أتباع راهلور هي الكاهنة ميليساندر. في صدام الملوك، تؤمن ميليساندر أن ستانس براثيون هو أزور أهاي وتؤثر عليه كي تحوله إلى ديانتها.

### الإله متعدد الأوجه
الإله متعدد الأوجه هو معبود يبجله طائفة من الاغتياليين من المدينة الحرة برافوس المعروفون باسم الرجال مجهولي الهوية (Faceless Men). يعتقد الرجال مجهولي الهوية أن كل عبيد فاليريا (Valyria) دعوا لنفس إله الموت بالخلاص، في تجسيدات عدة. في قوهور، الإله متعدد الأوجه يدعى العنزة السوداء من قوهور؛ وفي يي تي، أسد الليل وفي إيمان السبعة، الغريب. هذا المعتقد بالإله الأوحد بتجسيدات مختلفة أو «أوجه» انعكست على مقر الطائفة المنزل الأبيض والأسود، والذي يحتوي ضريح عام بأصنام لعدة آلهة للموت، من ضمنها الغريب في إيمان السبعة. يعتقد عبدة الإله متعدد الأوجه أن الموت هو نهاية رحيمة من المعاناة. والإله قد يمنح «هدية» الموت لمن يستحق. في معبد الطائفة، أولئك الذين يسعون لنهاية من المعاناة يشربون من نافورة مسممة.

### ديانات أخرى
تستكشف رقصة مع التنانين ديانات مختلفة في ويستروس وإيسوس، محددة 17 ديانة مختلفة ومجهولة. يوجد مكان في إيسوس يسمى جزيرة الآلهة وهو إشارة إلى روجر زيلزني و‌هوارد فيليبس لافكرافت وآخرين.
إله الموت هو عنصر في العديد من ديانات ويستروس وإيسوس، حيث قال مارتن «يموت جميع الناس في الحقيقة والخيال بغض النظر عن أي إله يعبدونه». وقد صرح مارتن أيضًا «اعتقاد أن العالم الذين يعيشون فيه خلقه إله الشر نوعًا ما مقنع عندما تنظر إلى عالم العصور الوسطى».

## الطعام
الطعام هو عنصر مركزي في سلسلة أغنية الجليد والنار لدرجة أن النقاد اتهموا مارتن بإقامة «ولائم غير مبررة». حسب حسابات المعجبين، يوجد في أول أربع روايات أكثر من 160 طبق، تترواح من وجبات الفلاحين إلى إلى الولائم الملكية المليئة بالجمال و‌التماسيح و‌الحبار الغنائي وطيور النورس و‌البط المطلي و‌اليرقات الشائكة. آدم بروسكي من هافينغتون بوست قال أن الأوصاف الزاهية للطعام ليست مجرد مكسبات لون ونكهة للعالم الخيالي بل تظهر وكأنها شخصية مساندة. بعض الأطباق لها طبيعة مُنذِرة أو مناسبة خصيصًا لمزاج وطبائع متناوليها. كثير من واقعية ثقافات مارتن تأتي عبر الأطعمة الفريدة والأذواق. هذه الوجبات تشير إلى كل شيء ابتداءً من تغير الشخصيات لتطورات الحبكة، ولكنها أيضًا تُنبؤ بالحصاد الأخير الوفير قبل قدوم الشتاء. الطعام غير الصالح للأكل المُقدَّم في الزفاف الأحمر في عاصفة السيوف، يُعِّد القراء للظروف المقرفة التي ستحدث.
جعلت الكتب معجبيها يستلهمون فكرة كتابة وصفات للأطباق المذكورة في الكتب. مدونة المعجبتين تشيلسي مونرو كاسيل وسارين ليرر المطبخية «حانة عند مفترق الطرق» تلقت أكثر من مليون زيارة. مارتن «الآكل الجيد ولكنه ليس طباخًا»، رفض طلبات متكررة لكتابة كتاب طبخ، ولكن رتب لقاءً بين مونرو كاسيل وليرر وبين محرره في كتب بانتام، الذي عرض عليهما صفقة كتاب طبخ.